# 张陵山遗址
张陵山遗址，位于江苏省苏州市甪直镇，年代为新石器时代。为苏州市文物保护单位。
张陵山遗址位于甪直镇西南张陵村，于1956年被文物普查发现。遗址分东西两座，各约6000平方米。1970年代后期进行发掘，在西墩共发掘出新石器时代墓葬11座，东晋墓葬5座。出土有新石器时代崧泽文化至良渚文化的石器、陶器、玉器等。1957年曾公布为江苏省文物保护单位，1960年改为吴县文物保护单位。
张陵山遗址的地层关系最早应属崧泽文化中后期，而其上层墓葬的出土文物器型又有别于典型良渚文化，考古界称为张陵山类型文化。遗址自下而上可以明确为崧泽文化、张陵山文化、良渚文化、吴文化。此外，遗址中出土的玉器数量较多，且制作精细，证明在良渚文化以前，就有广泛使用玉器的历史。